# Omne tulit punctum, qui miscuit utile dulci
La locución latina Omne tulit punctum, qui miscuit utile dulci (Horacio, Ars poetica, verso 343) traducida literalmente como Ha obtenido un consenso unánime quien ha integrado lo dulce y lo útil indica que quien alcanza la perfección es quien consigue unir lo útil con lo divertido.
Esta máxima puede ser citada para expresar el concepto según el cual la serenidad se alcanza cuando se encuentran interesantes y placenteras las cosas útiles, como el trabajo.
- Datos: Q3882262